# Битва при Аррасе (1914)
Битва при Аррасе (1 — 4 октября 1914 года) — сражение между французскими и германскими войсками в районе французского города Аррас во время Первой мировой войны. Битва при Аррасе являлась составной частью Бега к морю. Французам удалось удержать в своих руках Аррас, однако немцы захватили Ланс.
В районе Арраса французское командование приняло решение о начале формирования новой 10-й армии. В конце сентября основные боевые действия происходят на берегах реки Скарп, в районе Арраса и Ланса. 29 и 30 сентября французское командование перебрасывает в район Арраса, войска вновь сформированной 10-й французской армии (10-й и 11-й корпуса, одна пехотная и две территориальные дивизии). С германской стороны в этом районе действовали лишь кавалерийские части: два кавалерийских корпуса под общим руководством генерала Марвица. Но за ними в Камбре уже были сосредоточены германские гвардейский и 4-й армейский корпуса.
Между этими силами 1 октября завязываются ожесточенные бои. Борьба начинается в окрестностях Дуэ и распространяется на север. Однако германское командование, обнаружив перед фронтом своих наступающих частей у Арраса вновь сформированные силы противника, направило свою конницу севернее, которая уже 3 октября вышла в район Ланса, тесня французов, а другие кавалерийские дивизии 6 октября сосредоточивались восточное Лилля, продвинувшись до Куртре на р. Лис.
К 4 октября бои в районе Арраса практически прекращаются и перемещаются на другие участки фронта.